# 德里鎮區 (伊利諾伊州派克縣)
德里鎮區（英語：Derry Township）是位於美國伊利諾伊州派克縣的一個行政鎮區。

## 地方資料
根據2010年美國人口普查的數據，德里鎮區的面積為97.00平方千米，當中陸地面積為97.00平方千米，而水域面積為0.00平方千米。當地共有人口240人，而人口密度為每平方千米2.47人。